# Champmol

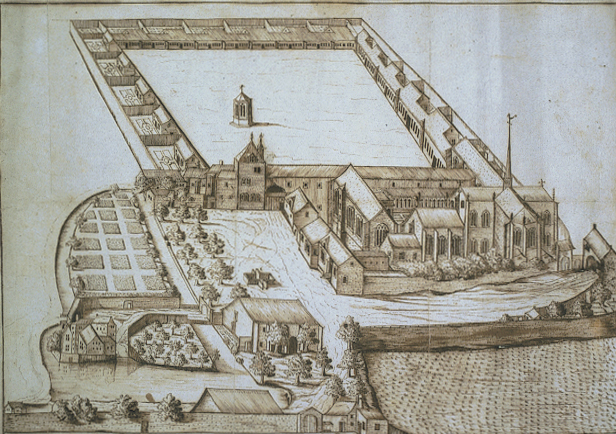
De oorspronkelijke aanleg van het klooster met de laura

De Chartreuse de Champmol was een klooster van de kartuizerorde in Dijon, Frankrijk. Het werd in 1377 gesticht door Filips de Stoute, hertog van Bourgondië; in 1383 begon de bouw. Tijdens de Franse Revolutie werd het klooster opgeheven en gedeeltelijk vernield. De bewaard gebleven gebouwen maken nu deel uit van het psychiatrisch ziekenhuis in Dijon.

## Het gebouw en de kunstwerken
Filips de Stoute wilde nabij Dijon een grafkerk voor alle leden van het huis Valois, waartoe hij behoorde, die zich kon meten met die van het huis Capet in Saint-Dénis. De plannen voorzagen in een kerk, een kapittelzaal en een sacristie, een klooster, een kleine kloostergalerij, een grote kloostergalerij met een put in het midden. De kostprijs voor dit geheel bedroeg volgens historicus Richard Vaughan 75000 oude franken. De cellen rond de kloostergalerij vormden een laura; de ruime cellen hadden een stukje grond en waren van elkaar gescheiden door muren zodat de monniken vrijwel als kluizenaars konden leven. Wijngaarden en een wijnkelder behoorden ook tot het complex. De leiding van de bouw werd opgedragen aan bouwmeester Drouet de Dammartin, die bekend was door zijn aandeel in de bouw van het oude Louvre. In 1388 werd de kerk ingewijd en betrokken de monniken het klooster. In 1399 was de wijnkelder gereed. Nadien werd er tot ver in de vijftiende eeuw gewerkt aan de verdere verfraaiing van het klooster. Door moderniseringen in de achttiende eeuw, waarbij Charles André van Loo een rol speelde, en door vernielingen in 1793 tijdens de Franse Revolutie is veel verloren gegaan. De Mozesput met de beelden van een calvarie - het belangrijkste werk van Claus Sluter, beeldhouwer van Hollandse origine – en de aan Drouet de Dammartin toegeschreven beelden van de ingang van de kapel van het klooster zijn echter op hun oorspronkelijke plaats bewaard gebleven. In het Louvre bevindt zich een altaarstuk “Sint-Dionysius” van de schilder Henri Bellechose, die van 1415 tot 1444 in Bourgondië werkte. De grafmonumenten van Filips de Stoute en van Jan Zonder Vrees met zijn vrouw Margaretha van Beieren - van de beeldhouwers Claus van de Werve, Juan de la Huerta en Antoine Le Moiturier - bevinden zich nu in het Musée des Beaux-Arts in Dijon, evenals het Retabel van heiligen en martelaren en het Kruisigingsretabel van Jacob de Baerze, gepolychromeerd en beschilderd door Melchior Broederlam.

## De ingang van de kapel

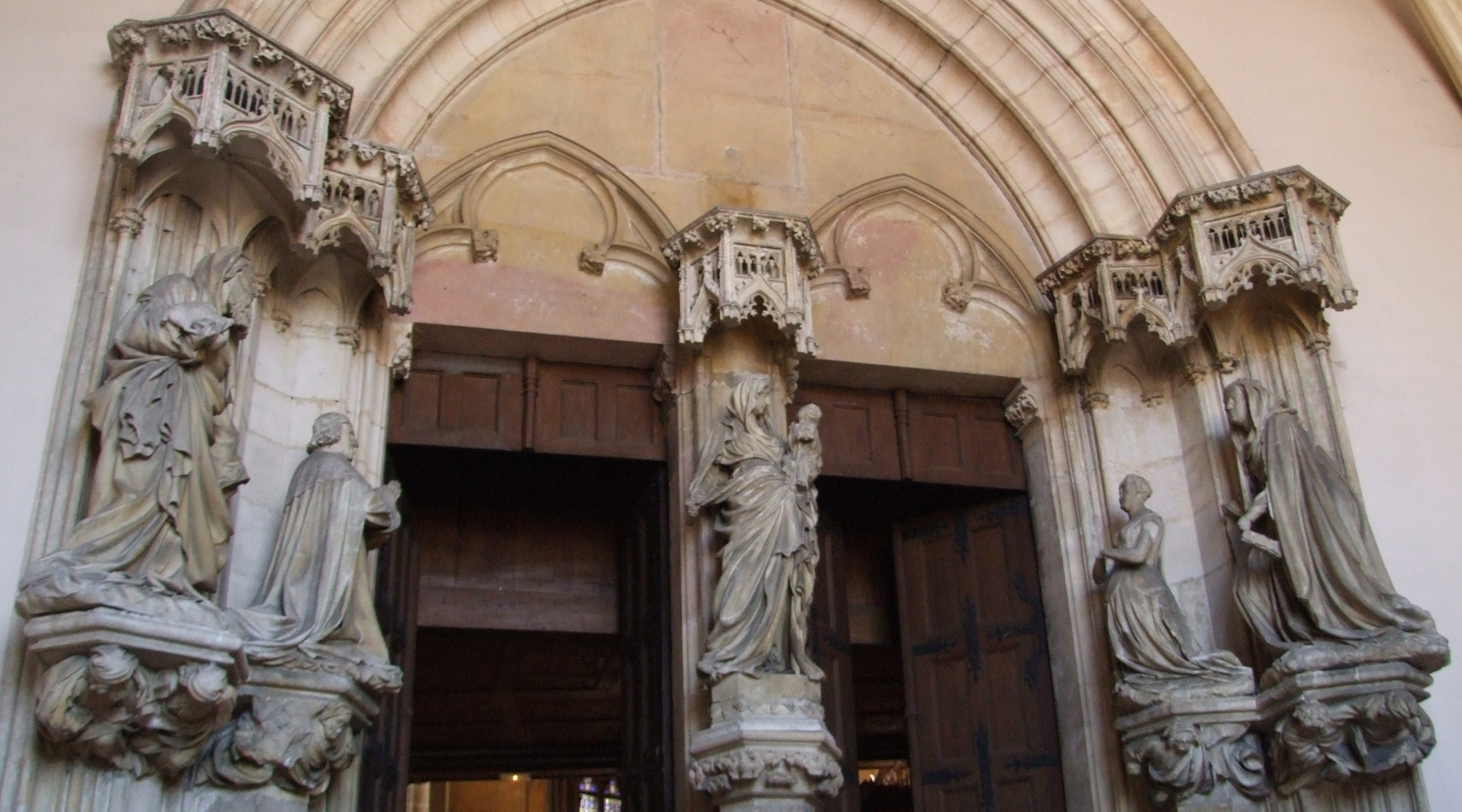
Het portaal van de kapel

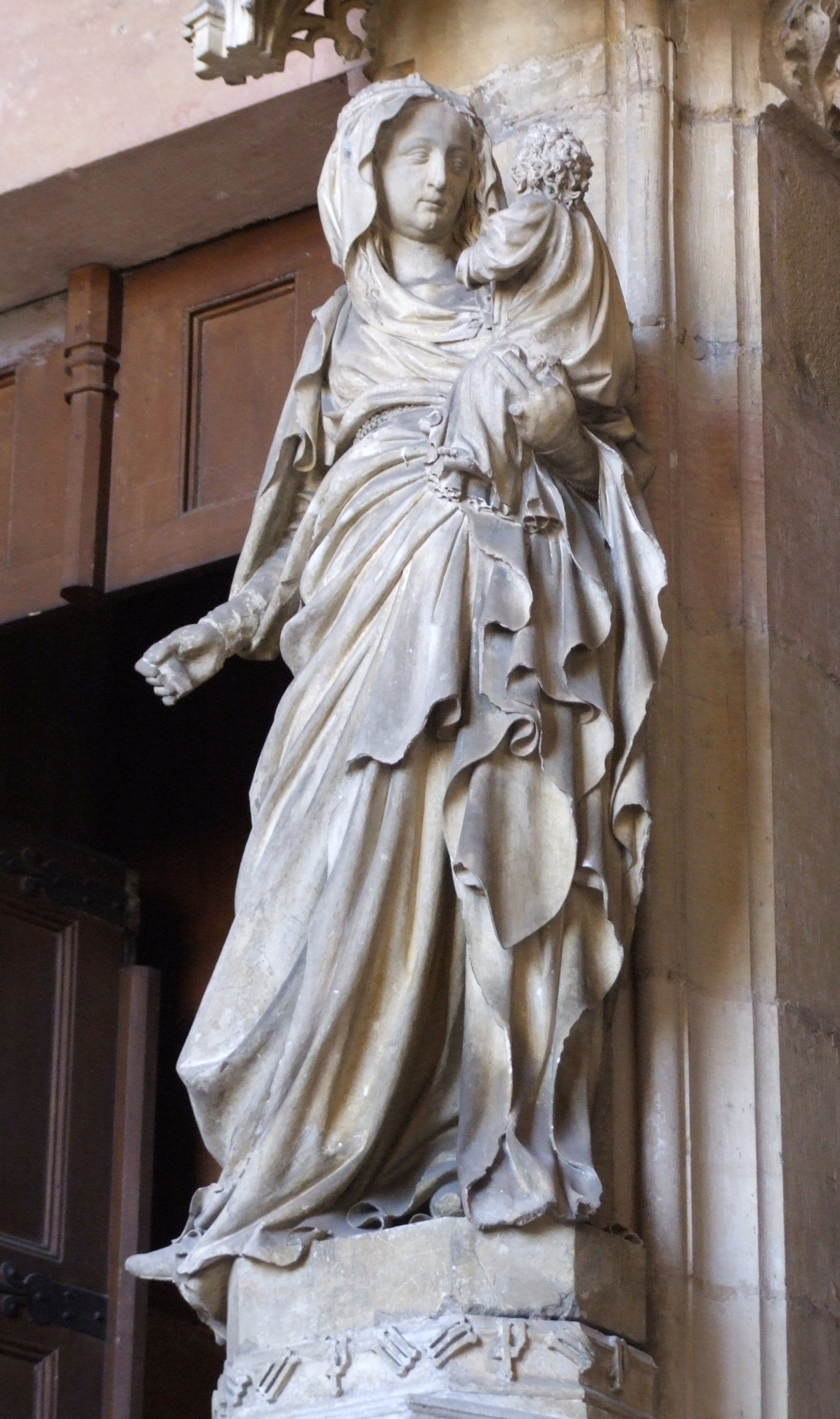
Het portaal van de kapel: Maagd met Kind op de middenpilaar - Claus Sluter

De monumentale ingang van de kapel wordt toegeschreven aan Drouet de Dammartin, maar bij het beeld van de Maagd met Kind op de middenpilaar wordt ook aan Jean de Marville en Claus Sluter gedacht. Ook de beelden van de diverse hertogen en heiligen zouden van Sluter zijn. De groepering van de beelden lijkt op die van het portaal van de Notre Dame in Parijs dat in opdracht van de Capetingische koningen in Parijs gemaakt is. Aan weerszijden van de middenpilaar worden de knielende donors door beschermheiligen aan de Maagd voorgesteld: links Filips de Stoute voor Johannes de Doper, rechts de hertogin Margaretha voor Catharina van Alexandrië. De beelden staan los van de achtergrond op een sokkel. Vooral het beeld van de Maagd met zijn ingewikkeld gedrapeerde gewaad suggereert beweeglijkheid. De randen van de consoles tonen gestaltes van doctoren van de kerk. Door de houding van de beelden, de naar Christus gerichte gezichten, de houding van de handen en de gedrapeerde kleding heeft het geheel een uitgesproken dramatisch karakter.

## De Mozesput van Claus Sluter

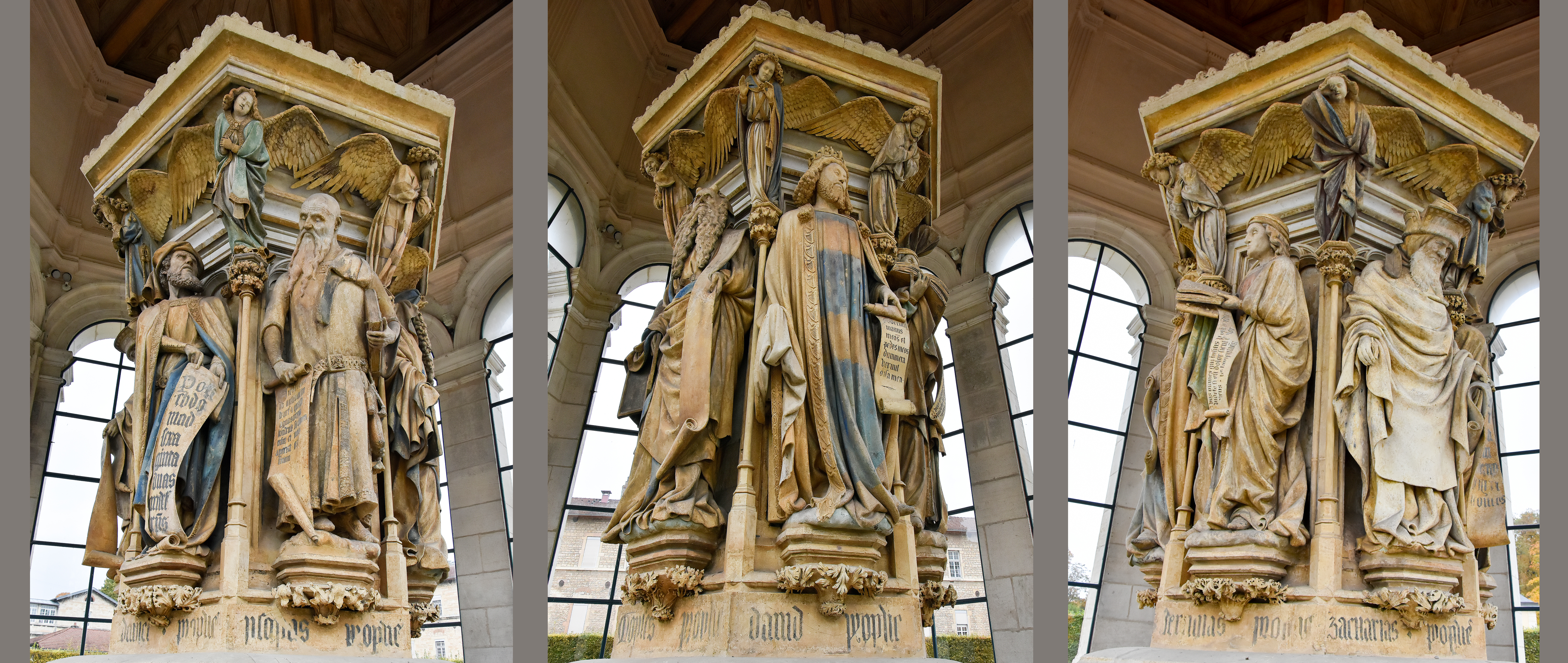
De Mozesput in een collage

Van de oorspronkelijke calvarie in het midden van de kloostergalerij zijn de voornaamste delen – een gekruisigde Christus met Maria Magdalena aan de voet van het kruis – op een enkel stuk na verdwenen. Het centrale deel, de Mozesput, is bewaard gebleven. Het staat nu in een later gebouwd paviljoen en is in 1840 tot historisch monument verklaard. Het monument diende oorspronkelijk als sokkel voor een kruisbeeld. Het bestaat uit losstaande beelden van de zes oudtestamentische profeten, die omgeven zijn door treurende engelen. Elke profeet is duidelijk herkenbaar aan zijn attributen (hoorns bij Mozes, een lier bij David etc.) en heeft een band met een Bijbelse tekst in de hand. De gezichten zijn zeer realistisch, naar het schijnt geïnspireerd door ouderen uit de joodse gemeenschap van die tijd. Hier en daar zijn nog resten van de oorspronkelijke polychrome beschildering zichtbaar. Drie beelden zijn pas na de dood van Sluter (1406) gereedgekomen. Een zestiende-eeuwse kopie van het monument staat sinds 1968 in het centrum van Dijon.

## Champmol in de musea
- Musée des Beaux-Arts de Dijon, inclusief het paleis van de hertogen van Bourgondië, Dijon: de praalgraven van Filips de Stoute, Jan zonder Vrees en Margaretha van Beieren; de begrafeniskroon van Filips de Stoute; het altaarstuk van Saint Georges; het Retabel van heiligen en martelaren en het Kruisigingsretabel van Jacob de Baerze en Melchior Broederlam; een crucifix uit een van de twee hermitages van 1433; twee altaarstukken van Charles-André van Loo, 1741
- Archeologisch Museum, Dijon: hoofd en buste van de gekruisigde Christus van de Mozesput
- Louvre, Parijs: altaarstuk "Martelaarschap van Sint-Dionysius" van Henri Bellechose; tondo "Pieta" van Jan Maelwael; schilderij "Kruisiging" van Jean de Beaumetz
- National Gallery of Art, Washington: schilderij "Annunciatie" van Jan van Eyck
- Gemäldegalerie, Berlijn: deel diptiek "Madonna en Kind" van Jan Maelwael

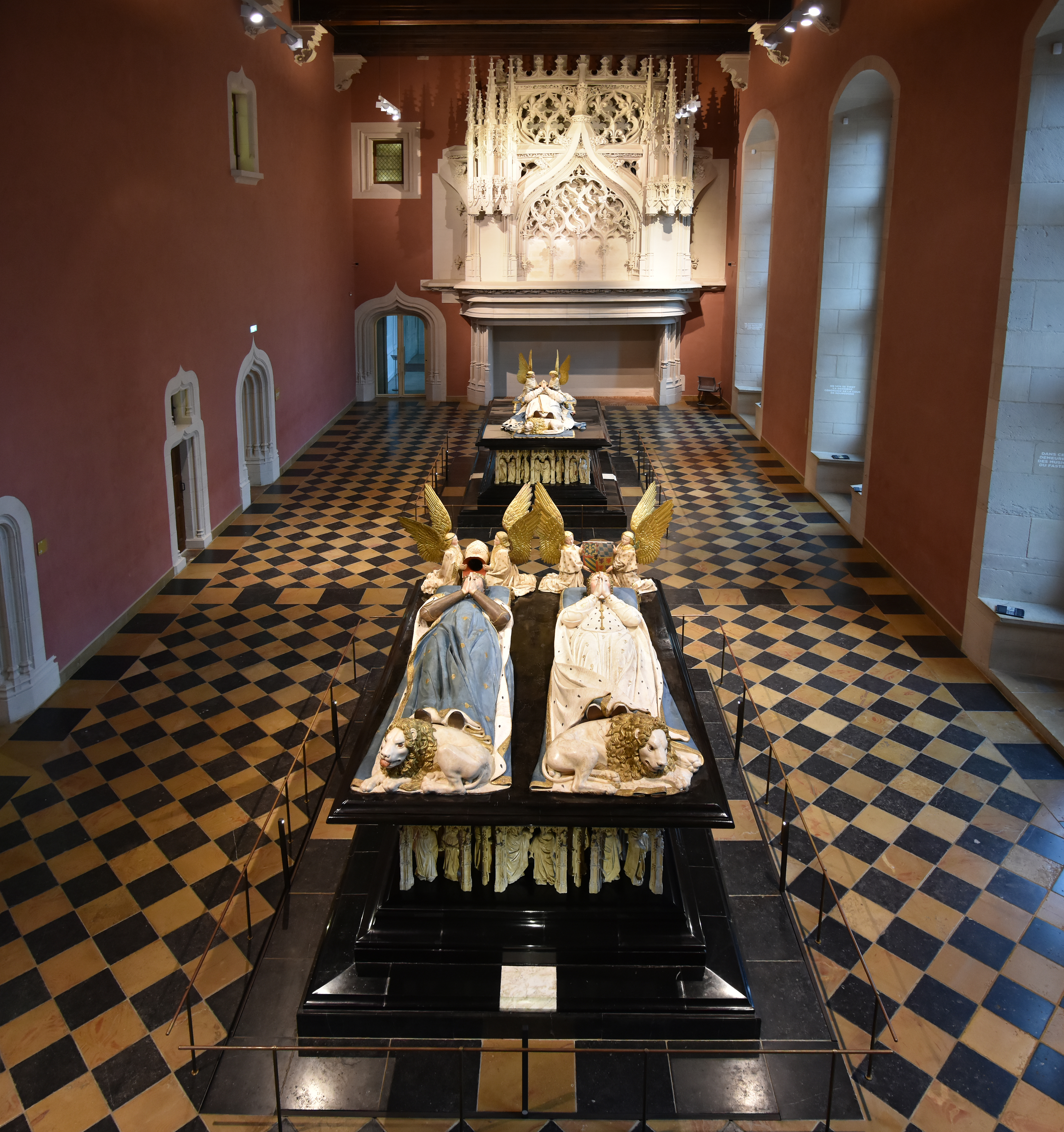
Dijon: Zaal van de wacht: Praalgraven van Filips de Stoute - Jan zonder Vrees en Margaretha van Beieren
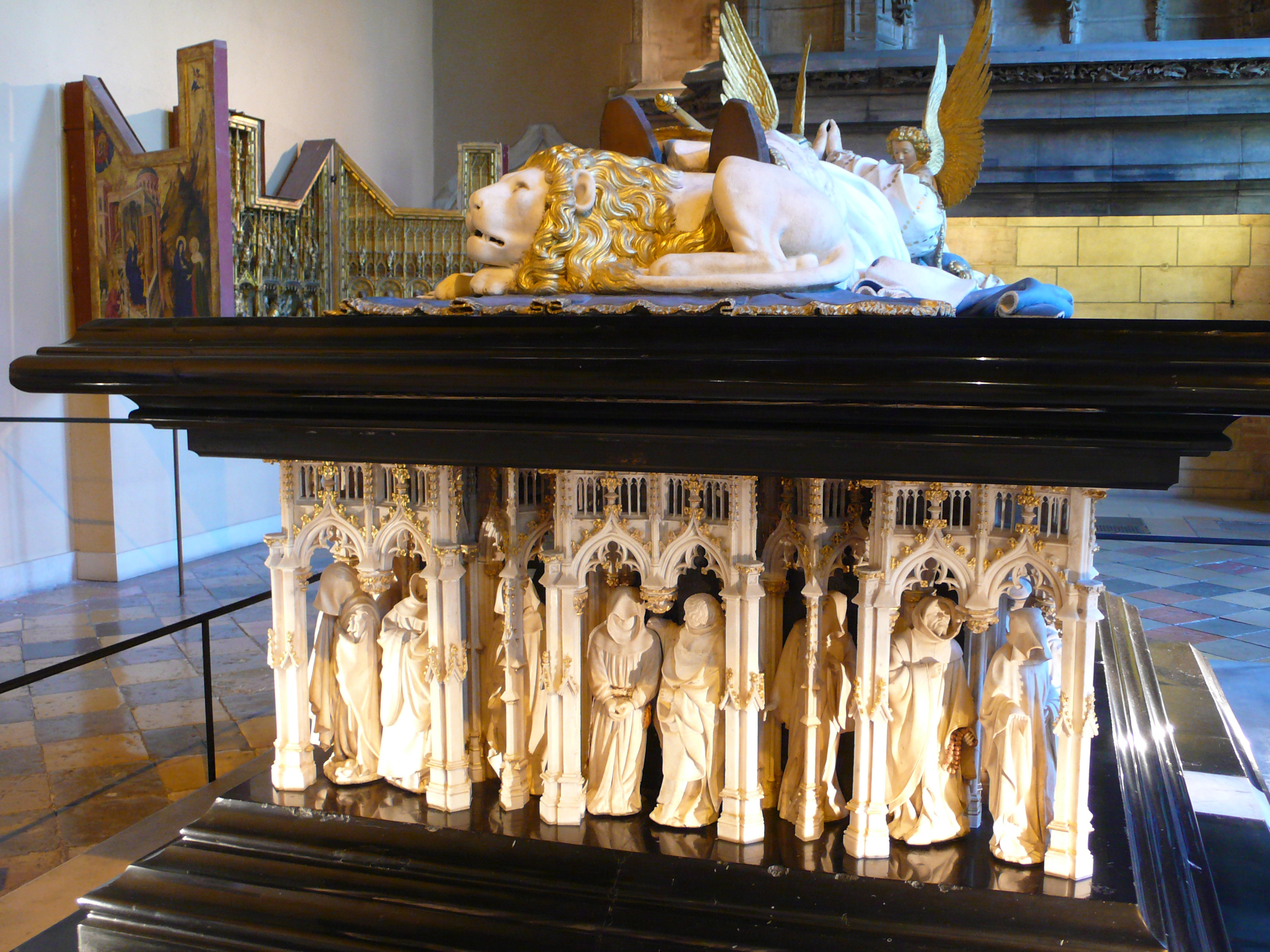
Tombe van Filips de Stoute
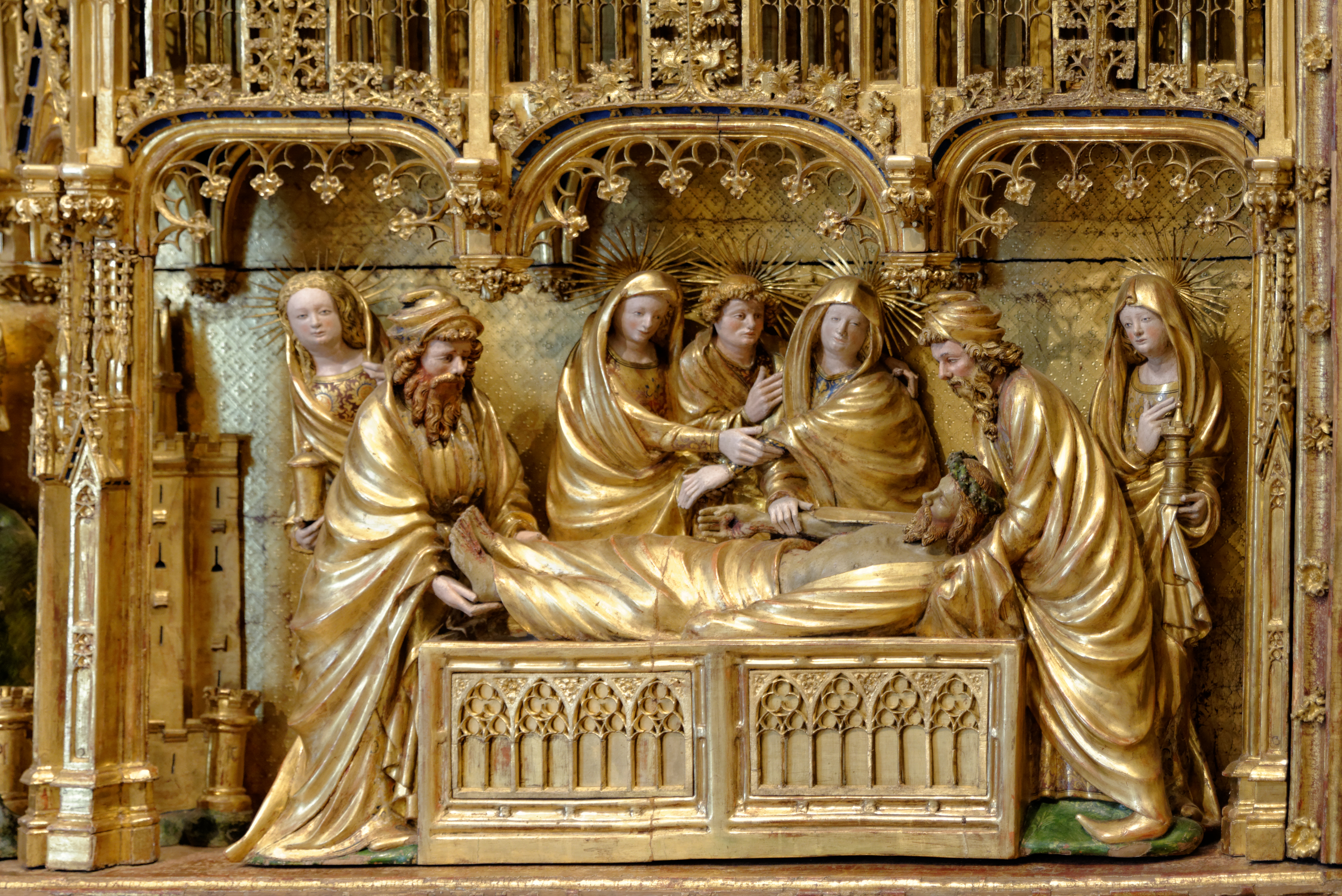
Kruisigingsretabel van Jacob de Baerze
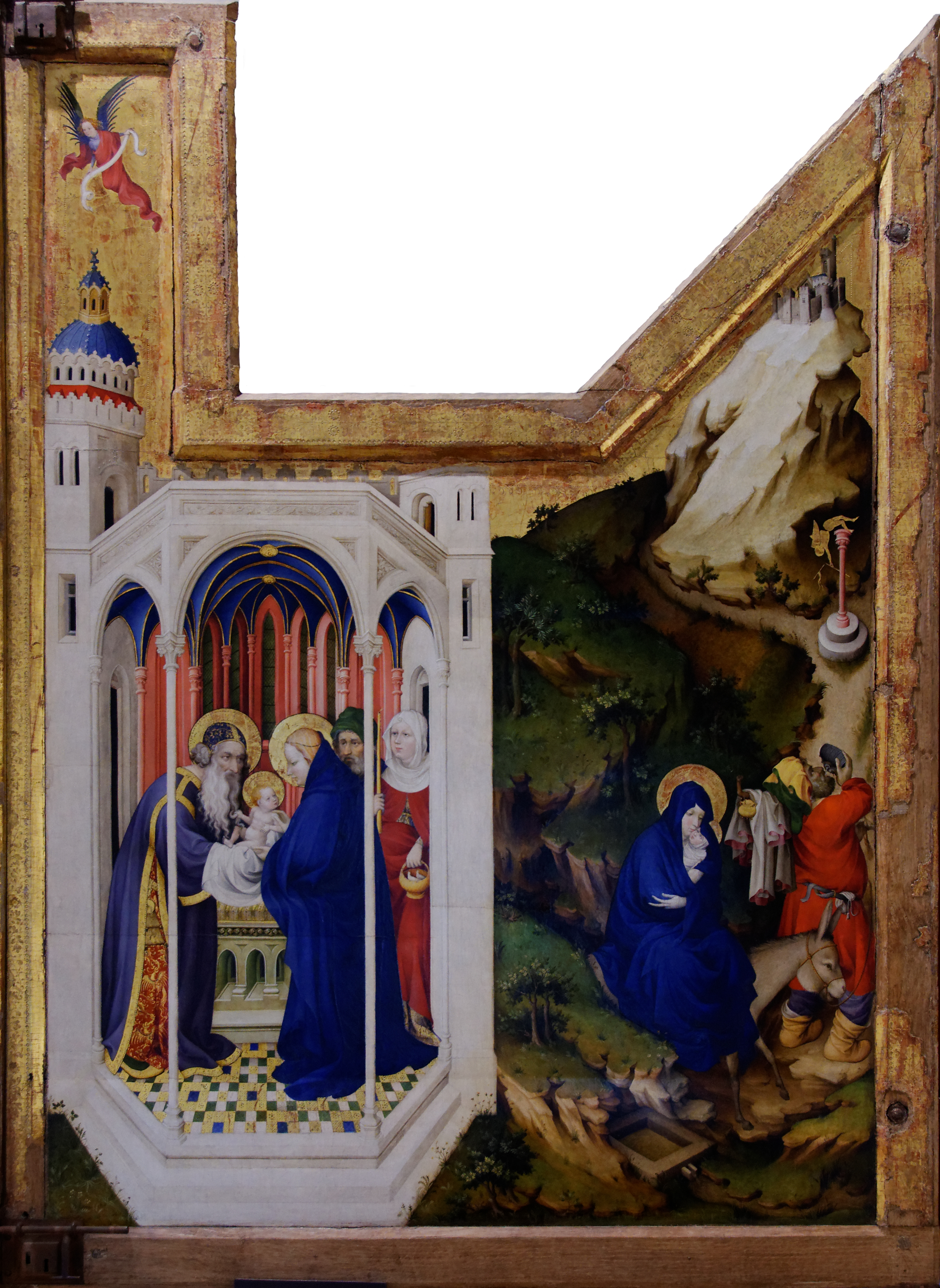
Kruisigingsretabel met paneelschildering door Melchior Broederlam
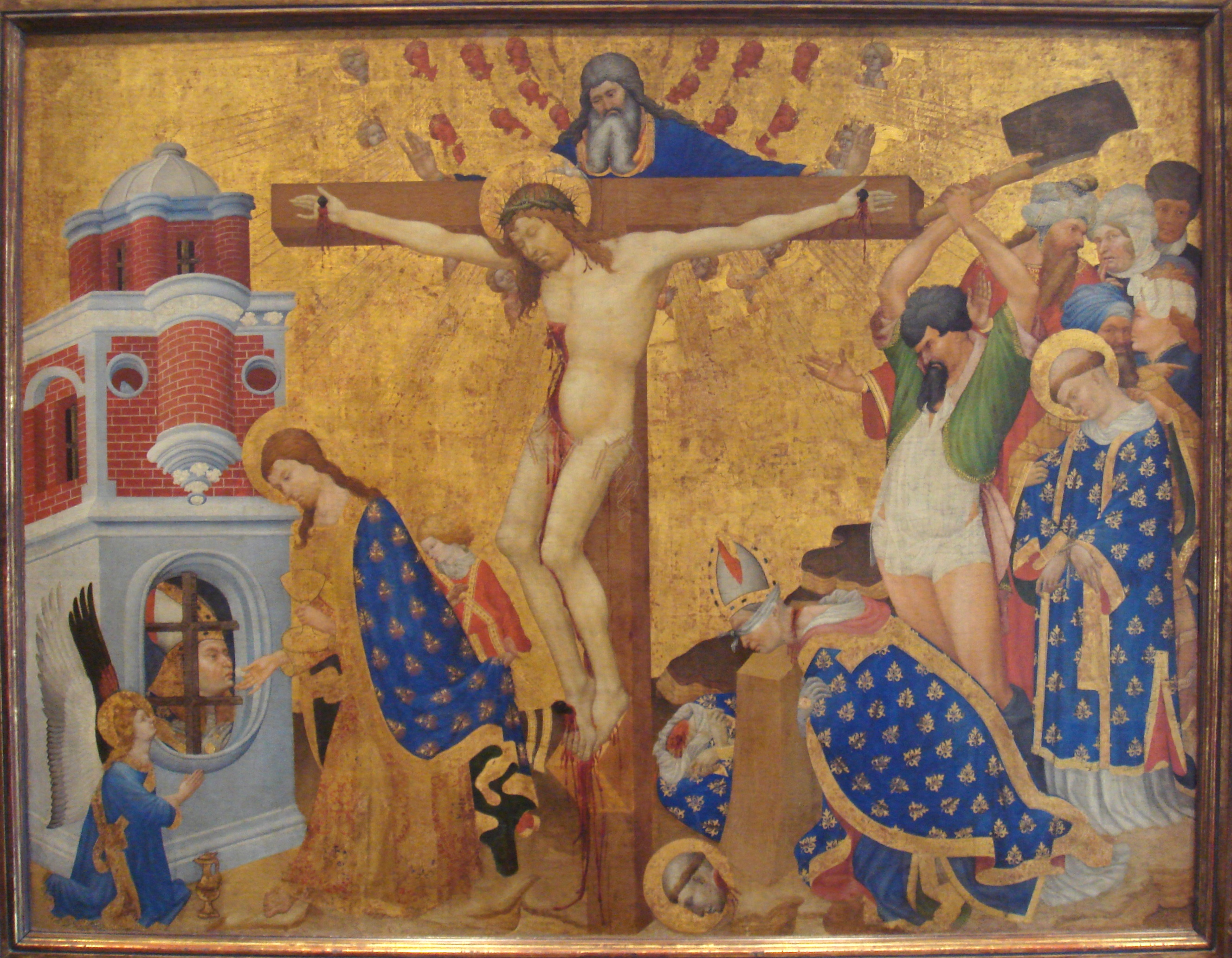
Parijs, Louvre: Retabel "Heilige Dionysius" van Henri Bellechose
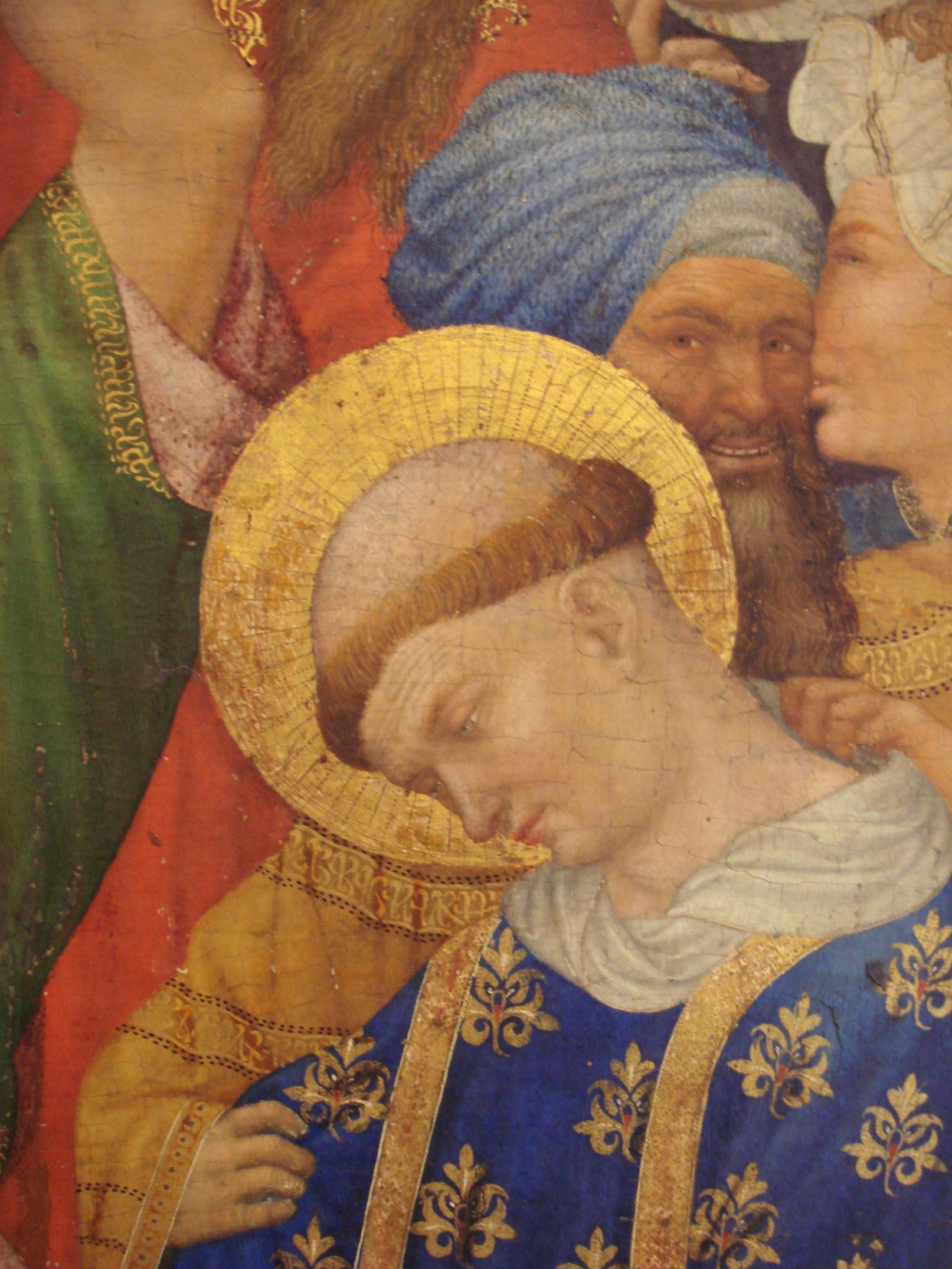
Detail Retabel "Heilige Dionysius" van Henri Bellechose
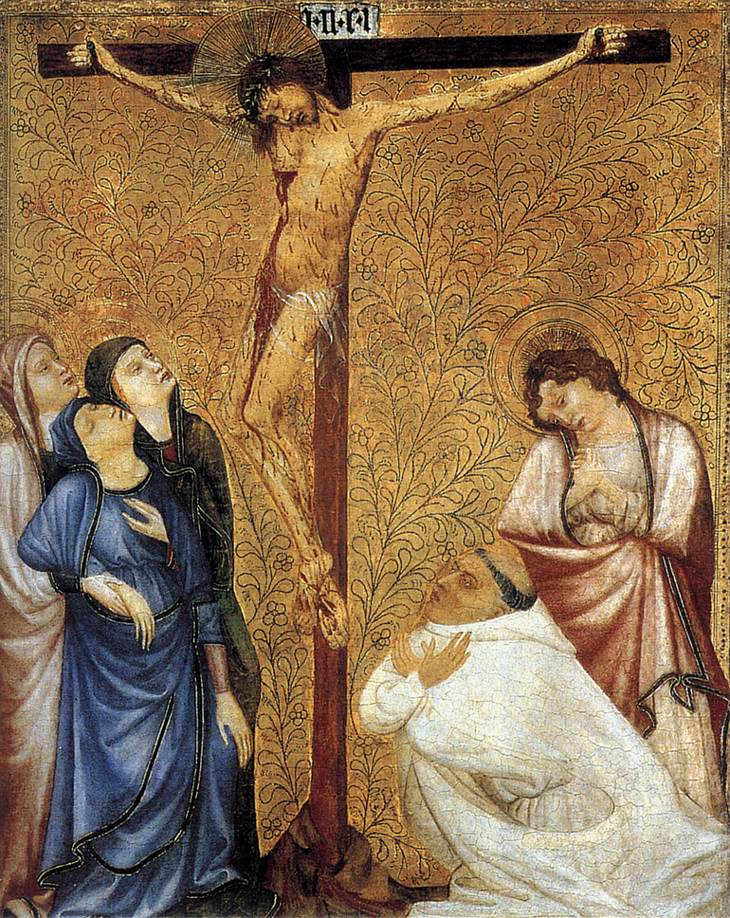
Parijs, Louvre: Christus aan het Kruis met biddende Kartuizer van Jean de Beaumetz
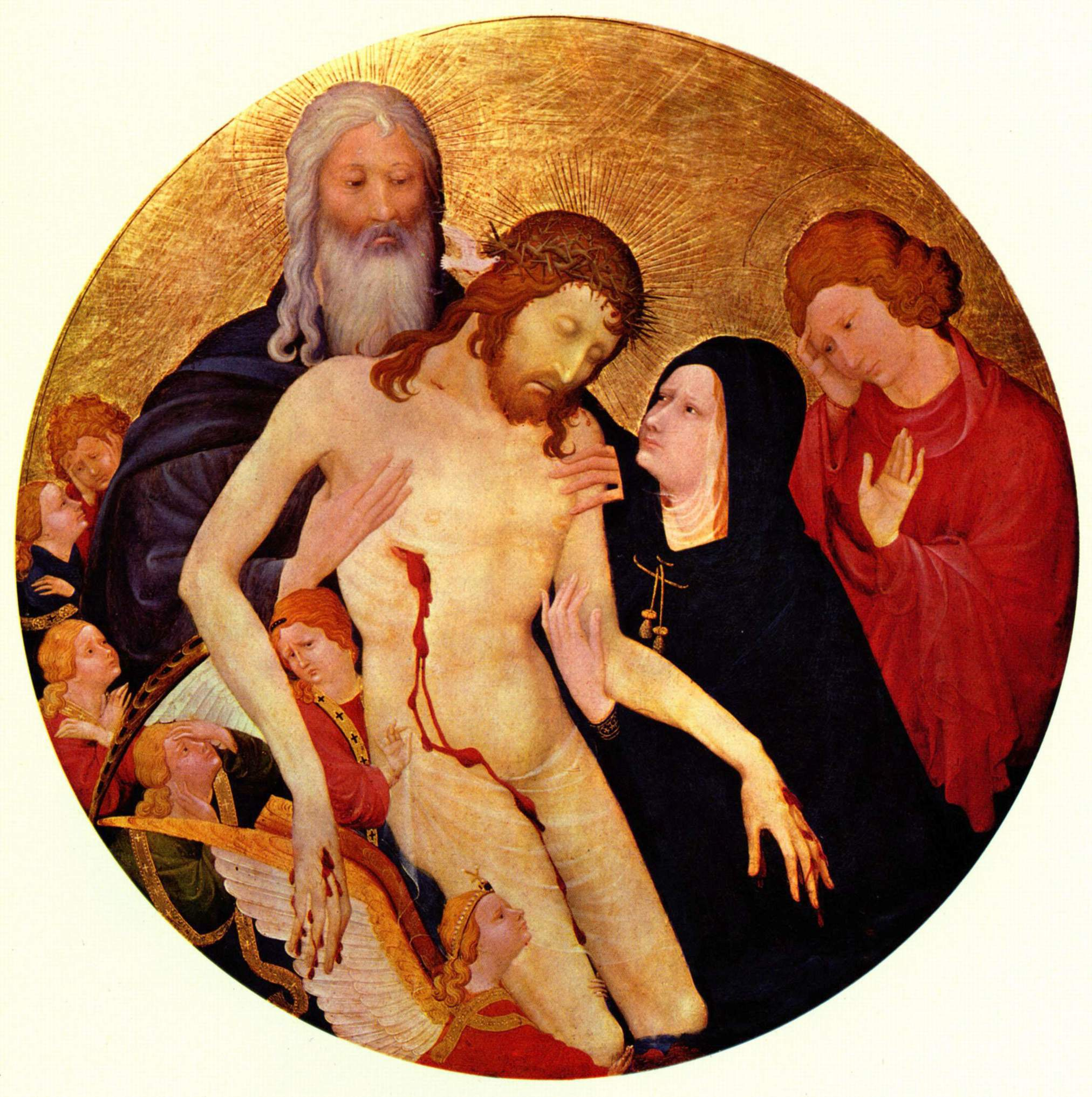
Parijs, Louvre: Tondo "Pietà" van Jan Maelwael
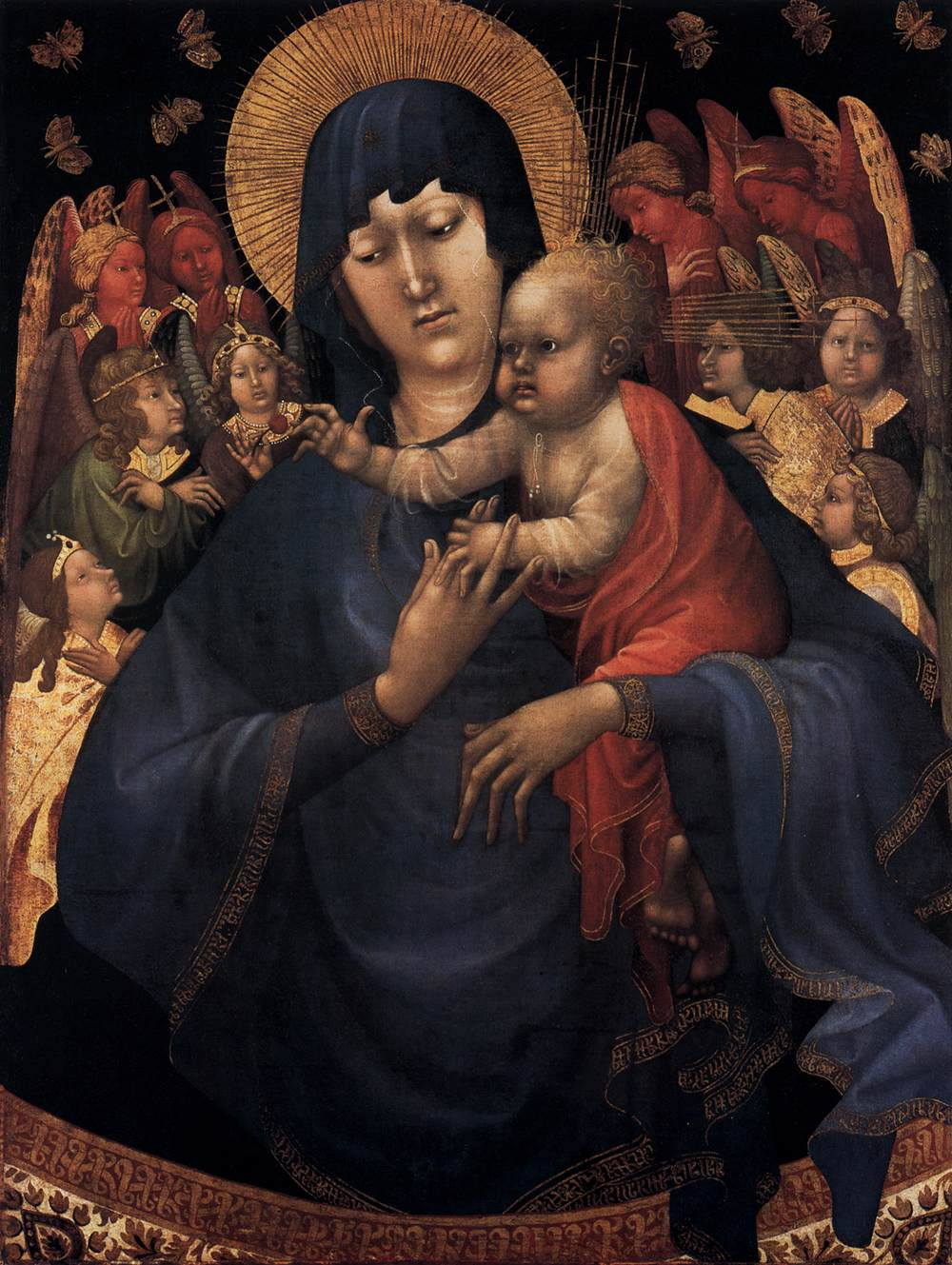
Berlijn, Gemäldegalerie: Madonna met Kind van Jan Maelwael